# Језик
Језик је систем гестикулације, граматике, знакова, гласова, симбола, или речи, који се користи за приказ и размену концепата (тј., за комуникацију), идеја, значења и мисли. Може се замислити као „семантички код“. Проучавање језика као кода се зове лингвистика, што је наука коју је као академску дисциплину у том облику увео Фердинанд де Сосир. Они који говоре или на друге начине користе језик сматрани су делом те језичке теоријско-лингвистичке заједнице. Питања о филозофији језика, као што је да ли речи могу да представљају искуства, су расправљана бар од времена Горгија и Платона у античкој Грчкој. Мислиоци као што је Русо су тврдили да је језик потекао од емоција, док су други као што је Кант сматрали да је потиче од рационалне и логичке мисли. Филозофи 20. века као што је Витгенштајн тврде да је филозофија у ствари проучавање језика. У водеће академике у лингвистици се убрајају Фердинанд де Сосир и Ноам Чомски.
Процењује се у свету постоји између 5.000 и 7.000 људских језика. Међутим, свака прецизна процена зависи од делимично арбитрарних разлика између језика и дијалеката. Природни језици су говорни или знаковни. Језици могу да буду кодирани у секундарне медије користећи слушне, визуелне или тактилне стимулусе – на пример, путем звиждања, знакова, или брајевих ознака. То је зато што је људски језик независтан од модалитета. У зависности од филозофских перспектива у погледу дефиниције језика и значења, када се користи као општи концепт, „језик” се може односити на спознајну способност учења и употребе система комплексне комуникације, или на описивање сета правила која сачињавају те системе, или сет исказа који се могу произвести из тих правила. Сви језици се ослањају на процес семиозе за повезивање знакова са одређеним значењима. Орални, знаковни и тактилни језици садрже фонолошки систем који одређује начин на чији се симболи користе за формирање секвенци познатих као морфеме, и синтаксног система који одређује како се речи и морфеме комбинују да би се формирале фразе и изјаве.
Људски језик има својства продуктивности и замењивања, и у потпуности се ослања на друштвену конвенцију и учење. Његова комплексна структура даје много шири спектар израза од било ког познатог система животињске комуникације. Сматра се да је језик настао кад су рани хоминини почели да постепено мењају њихове приматне системе комуникације, стичући способност да формирају теорију других умова и заједничку интенционалност. Понекад се сматра да се овај развој поклапа са повећањем обима мозга, а многи лингвисти виде структуре језика као да су еволуирале да служе специфичним комуникативним и друштвеним функцијама. Језик се обрађује на мноштву различитих локација у људском мозгу, али посебно у Броковим и Верниковим областима. Људи стичу језичку способност путем друштвених интеракција у раном детињству, а деца углавном течно говоре након око три године живота. Употреба језика је дубоко укорењена у људској култури. Стога, поред строго комуникативне употребе, језик има и многе друштвене и културне употребе, као што је означавање групног идентитета, друштвена стратификација, као и социјална нега и забава.

## Дефиниције
Енглеска реч language је ултиматно изведена из праиндоевропски речи *dn̥ǵʰwéh₂s са значењем „говор, језик”, преко латинске речи lingua, „језик”, и старофранцуске речи language. Ова реч се понекад користи у смислу кода, шифри, и других врста вештачки конструисаних комуникационих система као што су формално дефинисани компјутерски језици који се користе за програмирање рачунара. За разлику од конвенционалних људских језика, формални језик у овом смислу је систем знакова за кодирање и декодирање информације. Овај чланак се превасходно односи на особине природних људских језика, као што се проучава у лингвистичкој дисциплини.
Као предмет лингвистичке студије, „језик” има два примарна значења: апстрактни концепт и специфични језички систем, нпр. „француски”. Швајцарски лингвиста Фердинанд де Сосир, који је дефинисао модерну дисциплину лингвистике, први је експлицитно формулисао разлику користећи француску реч langage за језик као концепт, langue као посебан пример језичног система, и parole за конкретну употребу говора у датом језику.
Када се говори о језику као општем концепту, могу се користити дефиниције које наглашавају различите аспекте ове појаве. Ове дефиниције подразумевају и различите приступе и разумевања језика, а такође информишу различите и често некомпатибилне школе језичке теорије. Дебате о природи и пореклу језика се воде још од античких времена. Грчки филозофи као што су Горгија и Платон дебатовали су релацију између речи, концепата и реалности. Горгија је сматрао да језик не може да представља нити објективно искуство нити људско искуство, и да су стога комуникација и истина немогуће. Платонов став је био да је комуникација могућа пошто језик представља идеје и концепте који постоје независно од језика, и постојали су пре њега.
Током доба просветитељства и његових дебата о људском пореклу, постало је помодно да се спекулише о пореклу језика. Мислиоци као што су Русо и Хердер тврдили су да је језик проистекао из инстиктивног израза емоција, и да је изворно био ближи музици и поезији него логичком изразу рационалне мисли. Рационалистички филозофи као што су Кант и Декарт држали су супротан став. Око преокрета 20. века, мислиоци су почели да разматрају улогу језика у обликовању људских искустава у свету – питајући да ли језик једноставно одражава објективну структуру света, или он ствара концепте које он у ствари намеће људском искуству објективног света. То је довело до питања да ли су филозофски проблеми заиста само лингвистички проблеми. Повратак мишљења да језик игра значајну улогу у креирању и циркулацији концепата, те да је проучавање филозофије у суштини проучавање језика, повезано је са оним што се називало лингвистичким заокретом, и филозофима као што је Витгенштајн, у филозофији 20. века. Ове дебате о језику у контексту са значењем и референцом, спознајом и свешћу, и даље су активне.

## Људски језици
Неопходно је разликовати „стварни“, употребни језик од стандардног, званичног. Стандардни језик постоји док постоји подржавајућа политичка структура, док употребни језик од таквих структура (условно) не зависи. Стандардни језик је уско везан за политичке и етничке прилике, док употребни језик није; иако се не може спорити њихов међусобни утицај.
Најречитији пример за ово је јужнословенски језички простор: од Црног мора на истоку до Алпа на западу и од јужне Мађарске на северу до северне Грчке на југу. На том простору постоји седам стандардних језика (бугарски, македонски, српски, црногорски, бошњачки, хрватски и словеначки) и један некада стандардни (српскохрватски) а данас, са становишта подржавања политичких структура -- мртви језик. Са друге стране, постоји један једини дијалекатски континуум: померајући се од истока према западу и од севера према југу Балкана — између два суседна места се неће пронаћи до те мере значајна дијалекатска разлика да би се та два места могла дефинисати као насеобине у којима се користе различити језици.
Стандардни бугарски језик је заснован на источним дијалектима бугарског језичког простора, док је стандардни српски језик заснован на западним дијалектима српског језика. Говорници западних бугарских дијалеката и говорници источних српских дијалеката de facto говоре истим језиком и међу њима не постоји готово ни најмање неразумевање. За разлику од њих, иако се начелно могу разумети, говорници ова два стандардна језика имаће поприлично тешкоћа у споразумевању. Иако су у питању знатно мањи простори, слична је ствар и са разликом између хрватског језика и словеначког језика, али и, сваког понаособ, бугарског и српског језика према македонском језику.
Ствари постају знатно бизарније када се упореде чак и стандарди четири званична језика настала на основу, данас мртвог, српскохрватског језика. Чак и између стандарда српског, црногорског, бошњачког и хрватског језика не постоје разлике које би их лингвистички одвојиле у различите језике. Ипак, политички и етнички осећај говорника тих језика је такав да се они поистовећују само са нормом језика свог етницитета, односно државе.
Зато је битно схватити да је стандардни језик политичка а не лингвистичка категорија, док се лингвисти баве особинама и стандардног и употребног језика. (Погледајте одреднице дијалекат или Август Шлајхер за дужи опис ове проблематике; у једном случају савремени (дијалекат) у другом онакав каквим су ову проблематику видели лингвисти из деветнаестог века Август Шлајхер.)
Концепти Ausbausprache-а, Abstandsprache-а, и Dachsprache-а су коришћени за стварање јаснијих разлика између језика и дијалеката.

### Лингвистика
Лингвистика детаљно проучава различите теоријске перспективе људских језика. Чланак лингвистика је користан за као уводни чланак о језику.

### Језичка таксономија
Светски језици су подељени у породице које имају сличности. Неке од најзначајнијих језичких група су: индо-европски језици, афро-азијски језици, сино-тибетански језици.
Види: Списак језичких породица

### Вештачки језици
Најпознатији вештачки језик, зван есперанто створио је Л. Л. Заменхоф. Есперанто је скуп различитих елемената различитих језика, а био је замишљен као језик који би требало лако да се научи.
Други писци, као што је Џ. Р. Р. Толкин, направили су фантастичне језике због литературе, лингвистике или из личних разлога. На пример, један од Толкинових језика зове се квенија, а представља дијалекат виловњачког језика. Тај језик има своју азбуку (тенгвар) и изговор према језику германоликих људи.
Данас се на основу праиндоевропског језика развија европајо, чији је крајњи циљ да постане званични језик европске уније.
Један занимљив минималистички вештачки језик је токипона.

## Животињски језици
Иако се термин „животињски језик“ користи, највећи број истраживача се слаже у томе да животињски језици нису тако сложени и изражајни као људски. Неки други истраживачи говоре да постоји значајна разлика која дели људске језике од комуникације међу животињама, као и да основни принципи тих комуникација нису у вези.
Други истраживачи кажу да постоји континуитет између комуникационих метода свих животиња. Готово сви истраживачи се слажу да је људски језик сложенији него комуникација међу животињама. Више о комуникацији међу осталим животињама погледајте на пројекту „Животињска комуникација“ (на енглеском).

## Формални језици
Математика и рачунарске науке користе вештачке ентитете зване формалним језицима (укључујући програмске језике и језике за означавање). Ови језици често представљају низове карактера узглобљених у неку врсту комбинације формалне граматике и семантике.

## Занимљивости
На свету се у овом тренутку говори 6.912 језика, од којих је 516 на ивици изумирања. Иако је међу толиким језицима тешко направити некакву статистику, она ипак постоји. Према званичним подацима, језик који као матерњи говори највише људи јесте мандарински кинески: њиме се као првим језиком служи чак 873 милиона људи, док га као други говори 178 милиона. Први следећи на листи јесте хинду који се говори у Индији и којим се као матерњим служи 370 милиона људи. Због чињенице да је УК некада владало великим светским пространствима, као и због утицаја филмова, књига и музике на енглеском, овај језик држи рекорд у броју људи који га говоре као други језик: процењује се да их има између 250 и 350 милиона људи. Енглески језик је матерњи за 340 милиона људи. Највише језика говори се у Папуи Новој Гвинеји – чак 820 различитих језика. Нешто скромнијим бројем језика може да се похвали Индонезија у којој их има укупно 742, а трећа на листи је Нигерија са 516 језика. Рекорд у категорији језика с најмање речи држи таки таки, којим се служе људи у јужноамеричкој држави Суринам: у питању је језик који је базиран на енглеском, али има свега 340 речи. Потпуно супротна категорија – језик с највећим бројем речи – много је комплекснија. Званично, рекордер је енглески са 250 хиљада речи, али различити експерти тврде да то ипак није баш тако. Највећи број слова има алфабет кабардијског језика – 58. У питању је иначе један од језика којим се служе кавкаски народи и који се углавном говори у Русији. Ипак, како овај језик има слова која су суштински сачињена од два слова, рекорд је на неки начин доведен у питање – на титулу рекордера можда више права има грузински са 41 словом. Језик чији је алфабет најсиромашнији свакако је ротокас, језик којим говори 4.300 људи, а све су му речи исписане комбинацијом 12 слова. Својеврсни рекордер је и кинески. Овај језик нема класичан алфабет, већ симболе за сваку реч или комбинацију речи. Да би се прочитала књига на кинеском, потребно је научити бар 3 хиљаде симбола, учени људи знају их 6 до 7 хиљада, док их у речницима има чак 60 хиљада.

## Информације о језицима и писмима на Википедији
- Списак језика по броју говорника
- српски језик
- латински језик[18]
- грклиш
- вештачко писмо
- Честе синтагме на различитим језицима је чланак који може бити занимљив путницима.
- Лингвистика можда постаје најбољи уводни чланак о језицима у Википедији.
- Списак језика, стандард ISO 639
- Основна лингвистичка поглавља
- Википедијини линкови везани за језик (списак референтних спискова из листе референтних табела.)